# Martin Kannegiesser

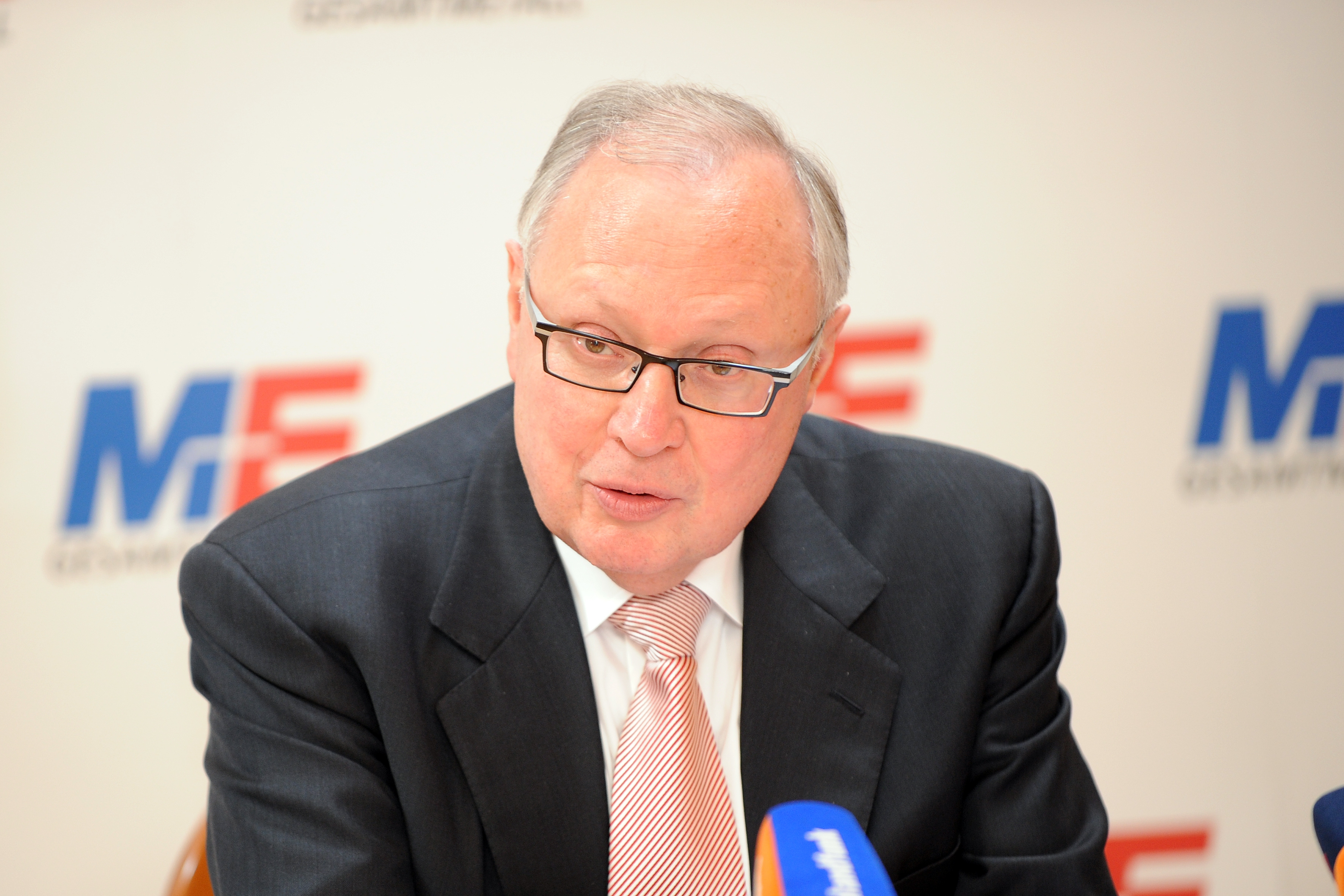
Martin Kannegiesser

Martin Kannegiesser (* 10. November 1941 in Posen, damals im Reichsgau Wartheland, heutiges Polen) ist ein deutscher Verbandsfunktionär und Unternehmer. Er ist Ehrenpräsident des Arbeitgeberverbandes Gesamtmetall und war zuvor Verhandlungsführer des Arbeitgeberverbandes Metall NRW.
Kannegiesser war Inhaber des mittelständischen Maschinenbauunternehmens Herbert Kannegiesser GmbH. Er war bis 1992 stellvertretender Landesvorsitzender der CDU Nordrhein-Westfalen und Mitglied im Bundesvorstand der CDU-Mittelstandsvereinigung.

## Biografie
Martin Kannegiesser wurde am 10. November 1941 als Sohn von Herbert Kannegiesser und dessen Frau Irma in Posen im damaligen Reichsgau Wartheland geboren. Sein Vater war in der Zeit des Nationalsozialismus Ingenieur im Werk Posen-Kreising (heute Krzesiny) der Focke-Wulf-Flugzeugbau GmbH. Nach der Flucht vor der russischen Armee gelangte die Familie nach Ostwestfalen-Lippe. 1948 gründete Herbert Kannegiesser in Vlotho eine Maschinenfabrik.
Martin Kannegiesser legte am Immanuel-Kant-Gymnasium in Bad Oeynhausen das Abitur ab und studierte anschließend Betriebs- und Volkswirtschaftslehre an der Universität Köln. Neben dem Studium war er im väterlichen Unternehmen für Verkaufsförderung, Werbung, Messewesen und die Betreuung von Auslandsvertretungen zuständig. 1965 schloss er sein Studium als Diplom-Kaufmann ab und wurde 1966 Vertriebsleiter in der elterlichen Firma. 1968 übernahm er die Geschäftsführung von seinem erkrankten Vater und trat nach dessen Tod 1974 die Nachfolge als Inhaber an. 2014 wurde das Unternehmen Kannegiesser zu 100 Prozent in eine Familienstiftung übertragen. Ende 2020 übergab Martin Kannegiesser die Geschäftsführung des Unternehmens an seine Tochter Tina und drei weitere Geschäftsführer.
Kannegiesser ist verheiratet und Vater einer Tochter.

## Verbandspolitische Tätigkeit

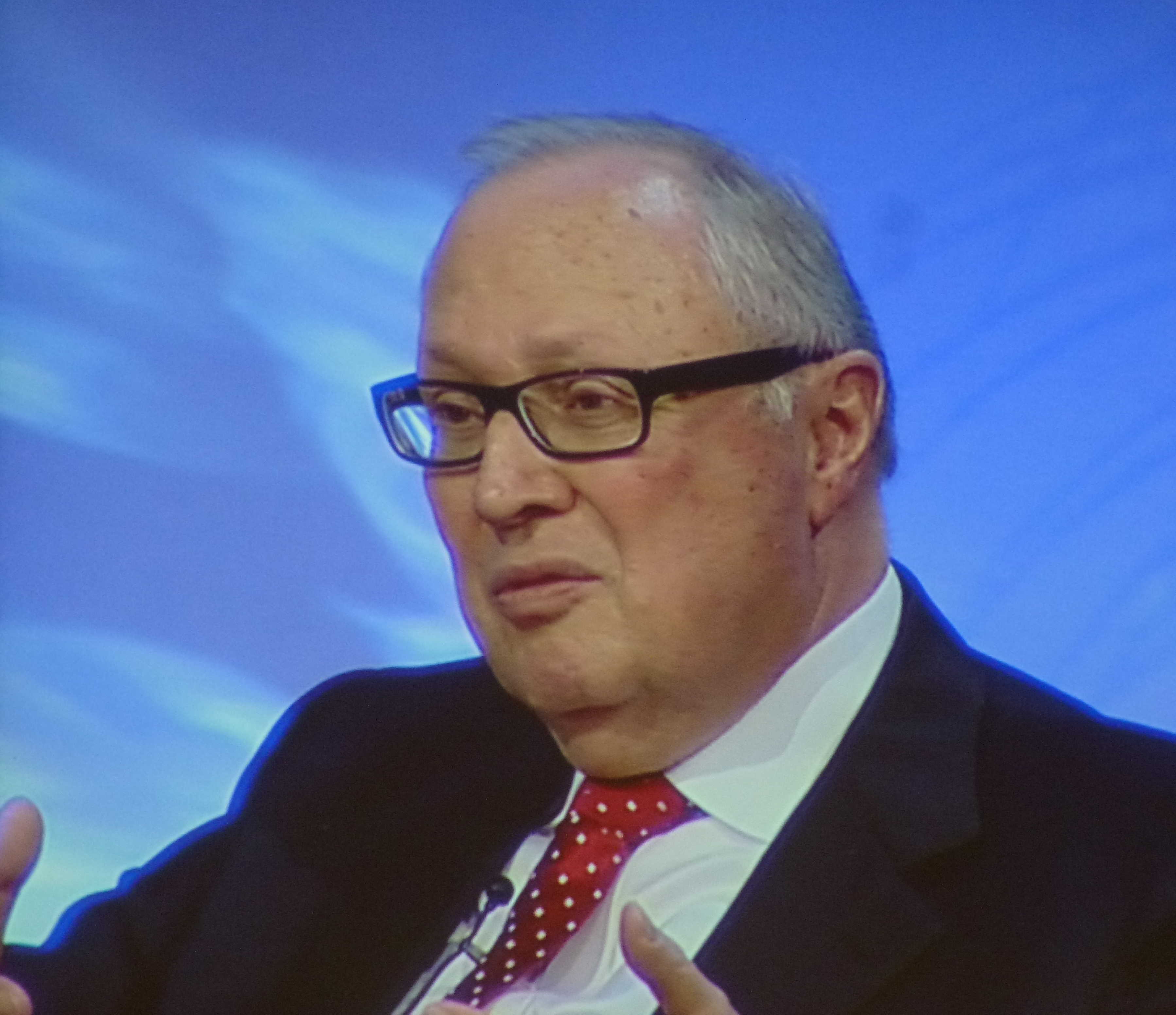
Martin Kannegiesser 2012

1968 begann Kannegiesser, sich in der Partei- und Verbandspolitik zu betätigen. Seit 1974 gehört er der Mittelstandsvereinigung der CDU an.
- 1975 Vorsitzender des Metallarbeitgeberverbandes des Kreises Herford
- 1983 Vorsitzender des Arbeitgeberverbandes Herford
- 1988 Vorsitzender des beruflichen Weiterbildungswerks der Wirtschaft im Kreis Herford
- 1994 Verhandlungsführer für den Verband der Metall- und Elektroindustrie Nordrhein-Westfalen
- 1996 Vorsitzender dieses Verbandes

1997 wurde Kannegiesser zum Vizepräsidenten des Arbeitgeberverbandes Gesamtmetall gewählt. In dieser Funktion gelang es ihm im Frühjahr 2000 in Verhandlungen mit den Gewerkschaften, Streiks zu verhindern. Dieser Erfolg verschaffte ihm im Arbeitgeberlager große Anerkennung. Am 8. September 2000 wurde er Nachfolger von Werner Stumpfe als Präsident von Gesamtmetall.
2003 geriet Kannegiesser in harte Tarifauseinandersetzungen mit der IG Metall unter Führung von Klaus Zwickel, die im Juni 2003 zur Bestreikung der Metallindustrie in den neuen Bundesländern führten. Mit der Abwehr der Forderung nach Einführung einer tariflichen 35-Stunden-Woche in den neuen Bundesländern erzielte Kannegiesser 2003 einen großen Erfolg gegenüber den Gewerkschaften.
Kannegiesser bezeichnete den Flächentarifvertrag, mit dem Gesamtmetall und IG Metall Löhne und Arbeitsbedingungen für die gesamte Branche aushandeln, zwar als unentbehrlich, wollte ihn aber „öffnen“, um Betrieben die Möglichkeit zu geben, ihn „sinnvoll zu ergänzen“ (Kannegiesser). Ziel sei es, Unterschiede innerhalb der Gesamtbranche auszugleichen und auf „betriebswirtschaftliche Sondersituationen“ reagieren zu können. „Innerhalb bestimmter Bandbreiten“ (Kannegiesser) sollten nach seinen Vorstellungen Firmenleitungen und Betriebsräte selbst entscheiden dürfen, wie sie etwa „Arbeitszeitvolumen und zugeordnete Bezahlung“ regeln wollten. Von den Gewerkschaften wurde diese Zielsetzung als „Löcherung des Flächentarifvertrags“ und „Verbetrieblichung“ bezeichnet und abgelehnt. Im März 2004 erreichte Kannegiesser in Verhandlungen mit der IG Metall sein Ziel: die Öffnung des Flächentarifvertrags durch betriebsbezogene Ergänzungstarifverträge, mit denen von tariflichen Standards abgewichen werden kann („Pforzheimer Abkommen“). Nach den ersten Erfahrungen mit der Praxis dieses Abkommens äußerte sich Kannegießer gegenüber der Süddeutschen Zeitung positiv über den Flächentarifvertrag, den er als ein „Modell für die Zukunft“ bezeichnete.
Seit dem 24. September 2010 ist Kannegiesser der Präsident des Dachverbandes der europäischen Metall- und Elektro-Arbeitgeberverbände (Council of European Employers of the Metal, Engineering and Technology-Based Industries, CEEMET). 2012 wurde Kannegiesser als Präsident von Gesamtmetall von Rainer Dulger abgelöst.
Kannegiesser ist einer der Hauptinitiatoren und Kurator der vom Arbeitgeberverband Gesamtmetall finanzierten Initiative Neue Soziale Marktwirtschaft.

## Auszeichnungen
Für sein Wirken als Vorsitzender des beruflichen Weiterbildungswerks der Wirtschaft im Kreis Herford wurde Martin Kannegiesser 1989 mit dem Bundesverdienstkreuz am Bande geehrt. 2001 erhielt er das Verdienstkreuz 1. Klasse, 2010 das Große Verdienstkreuz für "sein starkes Engagement für die soziale Partnerschaft in unserer Gesellschaft" (so die Laudatio).